# تاتسویا فوجی
تاتسویا فوجی (انگلیسی: Tatsuya Fuji؛ زادهٔ ۲۷ اوت ۱۹۴۱) هنرپیشه اهل ژاپن است. وی از سال ۱۹۶۴ میلادی تاکنون مشغول فعالیت بوده‌است.